# ワールドツール
株式会社ワールドツールは、埼玉県深谷市に本社を置き、自動車工具や二輪車整備工具販売を中心のアストロプロダクツを全国にチェーン展開している企業である。

## 歴史
- 1988年 アメリカ工具メーカーの正規代理店として独立
- 1995年 年商2億円となり現社名（有限会社）に変更。埼玉県深谷市に工具専門店アストロプロダクツ1号店オープン。通信販売を開始する。
- 1996年 熊谷市原島に本社を移転、熊谷に本店としてオープン
- 1997年 名古屋市に2店舗目をオープン
- 1998年 アメリカとの取引を強化、3店舗目を厚木市にてオープン
- 1999年 代理店(フランチャイズ)と直営店による全国展開開始
- 2000年 アメリカ、台湾、中国との取引先を拡大し輸入工具専門店の位置づけを確立。年商10億円となる。
- 2001年 行田市にに本社及び物流業務を移転。
- 2002年 増資、有限会社から株式会社に改組。大型工具専門店として桶川店をオープン。アストロプロダクツが36店舗となる。
- 2005年 全国を14エリアに分けエリアマネージャーを配置し、運営を強化。
- 2006年 電子市場取引を導入。Yahoo!ショップに進出。
- 2008年 年商20億円を超え、58店舗となる。本社及び店舗の販売・在庫管理システムを東芝リテールワークスに変更。
- 2009年 楽天、アマゾン、ヤフオクに出店開始。自社サイトを開設。アストロプロダクツが64店舗となる。
- 2010年 LED蛍光灯、電球、スポットライト等を本社、全店舗に導入。
- 2011年 東日本大震災による被災へ支援活動を行う。本社に自社製ソーラーパネル100枚を設置。
- 2012年 本社を深谷市に移転 80店舗達成
- 2013年 アウトドア・ガーデニンググッズの販売を開始。
- 2014年 100店舗達成
- 2015年 130店舗達成
- 2016年 150店舗達成。タイ・バンコク ナワミンに初の海外店舗を出店。
- 2017年 福井店オープン。全都道府県出店となる。タイ・バンコク パセオに海外2店舗目を出店。

| スタブアイコン | サブスタブ | この項目は、まだ閲覧者の調べものの参照としては役立たない、企業に関連した書きかけの項目です。この項目を加筆・訂正などしてくださる協力者を求めています（PJ:経済）。 |